# Maurice Peterson
Sir Maurice Drummond Peterson, GCMG (* 10. März 1889; † 15. März 1952) war ein britischer Diplomat, der unter anderem zwischen 1938 und 1939 Botschafter im Irak, von 1939 bis 1940 Botschafter in Spanien, zwischen 1944 und 1946 Botschafter in der Türkei sowie zuletzt von 1946 bis 1949 Botschafter in der Sowjetunion war.

## Leben
Maurice Drummond Peterson war ein Sohn des schottischen Altphilologen William Peterson, der zwischen 1882 und 1895 Prinzipal des University College Dundee sowie von 1895 bis 1919 Prinzipal der McGill University war, sowie von dessen Ehefrau Lisa Ross. Er selbst absolvierte nach dem Besuch der renommierten 1567 gegründeten Rugby School ein Studium am Magdalen College der University of Oxford. Er fand nach seinem Eintritt in den diplomatischen Dienst 1913 Verwendungen an zahlreichen Auslandsvertretungen sowie im Außenministerium (Foreign Office). Nachdem er zwischen 1929 und 1931 Botschaftsrat an der Botschaft in Spanien und war im Anschluss von 1931 bis 1935 Leiter des Referats Ägypten im Außenministerium. Während dieser Zeit wurde er 1933 für seine Verdienste Companion des Order of St Michael and St George (CMG). Danach fungierte er 1935 zunächst kurzzeitig als Leiter des Referats für den Völkerbund und den Westen sowie zwischen 1935 und 1936 als erster und einziger Leiter des Referats für Abessinien im Außenministerium.
1936 übernahm Peterson von Charles Henry Bentinck den Posten als Gesandter in Bulgarien und verblieb auf diesem Posten bis zu seiner Ablösung durch George William Rendel 1938. Am 19. Januar 1938 Knight Commander des Order of St Michael and St George (KCMG) geschlagen, so dass er fortan den Namenszusatz „Sir“ führte. Daraufhin löste er 1938 Archibald Clark Kerr als Botschafter im Irak ab und bekleidete diese Funktion bis 1939, woraufhin Basil Cochrane Newton seine dortige Nachfolge antrat. Im Anschluss wurde er 1939 Nachfolger von Henry Getty Chilton als Botschafter in Spanien und behielt diesen Posten bis zu seiner Ablösung durch Samuel John Gurney Hoare 1940. Danach fungierte er zwischen 1942 und 1944 als Assistierender Unterstaatssekretär für den Mittleren und Fernen Osten im Außenministerium (Assistant UnderSecretary for Foreign Affairs (Middle East/Far East)).
Anschluss löste Maurice Peterson 1944 Hughe Knatchbull-Hugessen als Botschafter in der Türkei ab und hatte diese Funktion bis 1946 inne, woraufhin David Victor Kelly sein dortiger Nachfolger wurde. Zuletzt übernahm er 1946 von Archibald Clark Kerr, 1. Baron Inverchapel das Amt als Botschafter in der Sowjetunion und bekleidete dieses bis zu seiner erneuten Ablösung durch David Victor Kelly 1949. Für seine Verdienste wurde er am 1. Januar 1947 zum Knight Grand Cross des Order of St Michael and St George (GCMG) erhoben.
Peterson, der in The Little House in Wargrave in der Grafschaft Berkshire lebte, war der Vater von Colin Vyvyan Peterson. Dieser war mit Pamela Rosemary Barry verheiratet, der Tochter des Offiziers und Cricketspielers Gerald Barry.